# توره برتی کاستلارو
توره برتی کاستلارو (به ایتالیایی: Torre Beretti e Castellaro) یک کومونه در ایتالیا است که در استان پاویا واقع شده‌است. توره برتی کاستلارو ۱۷٫۵ کیلومتر مربع مساحت و ۶۰۴ نفر جمعیت دارد و ۸۹ متر بالاتر از سطح دریا واقع شده‌است.